# 陈二乡
陈二乡，是中华人民共和国湖南省常德市临澧县下辖的一个乡镇级行政单位。

## 行政区划
陈二乡下辖以下地区：
陈二村、兴安村、汪家村、南垱村、响水村、粟家村、大塘村、大江村、两汊村、朱伦村、金家村、长冲村、月亮岗村、万福山村、三板村、黎家村、星日村、天寺垭村和太山村。